# آرامائیس بایبوردتسیان

آرامائیس آرامی بایبوردتسیان (ارمنی: Արամայիս Արամի Բայբուրտցյան؛  زادهٔ ۱۷ ژوئن ۱۹۰۵ - درگذشته ۱۸ ژوئیهٔ ۱۹۶۵) دامپزشک، استاد و نماینده مجلس اهل ارمنستان بود.

## زندگی‌نامه
وی در ۳۰ ژوئن [سبک قدیمی: ۱۷ ژوئن] ۱۹۰۵ در آلکساندراپول به دنیا آمد و (۱۹۳۲) در انستیتو دام‌پروری و دام‌پزشکی ایروان فارغ‌التحصیل گشت. عضو همچنین برندهٔ جوایزی همچون نشان پرچم سرخ کار و دانشمند شایسته ارمنستان شوروی (۱۹۶۱) شده است. وی در ۱۸ ژوئیهٔ ۱۹۶۵ در سن ۶۰ سالگی در ایروان درگذشت.

## یادداشت
1. ↑  անասնաբուժական գիտությունների դոկտոր